# 1105
Cette page concerne l'année 1105  du calendrier julien.
L'année 1105 est une année commune qui commence un dimanche.

## Événements

### Proche-Orient
- 5 janvier : le sultan saljûqide Barkyaruq (Berk-Yaruq) meurt de la tuberculose, ce qui met fin à la guerre fratricide qu’il menait contre son frère Mohammed Ibn Malikshah (Muhammed Ier), qui devient le seul maître de l’Irak, de la Syrie et de la Perse occidentale et restaure temporairement l’autorité. Muhammed Ier règne jusqu’en 1118[1].
- 20 avril : victoire de Tancrède de Hauteville sur Ridwan d’Alep à la bataille de Tizin. Tancrède reprend la forteresse d’Artah et consolide son autorité dans la vallée de l’Oronte[2].

- 27 août : Baudouin Ier de Jérusalem repousse une offensive fatimide appuyée par l'Atabeg de Damas à la  troisième bataille de Ramla[3].

### Europe

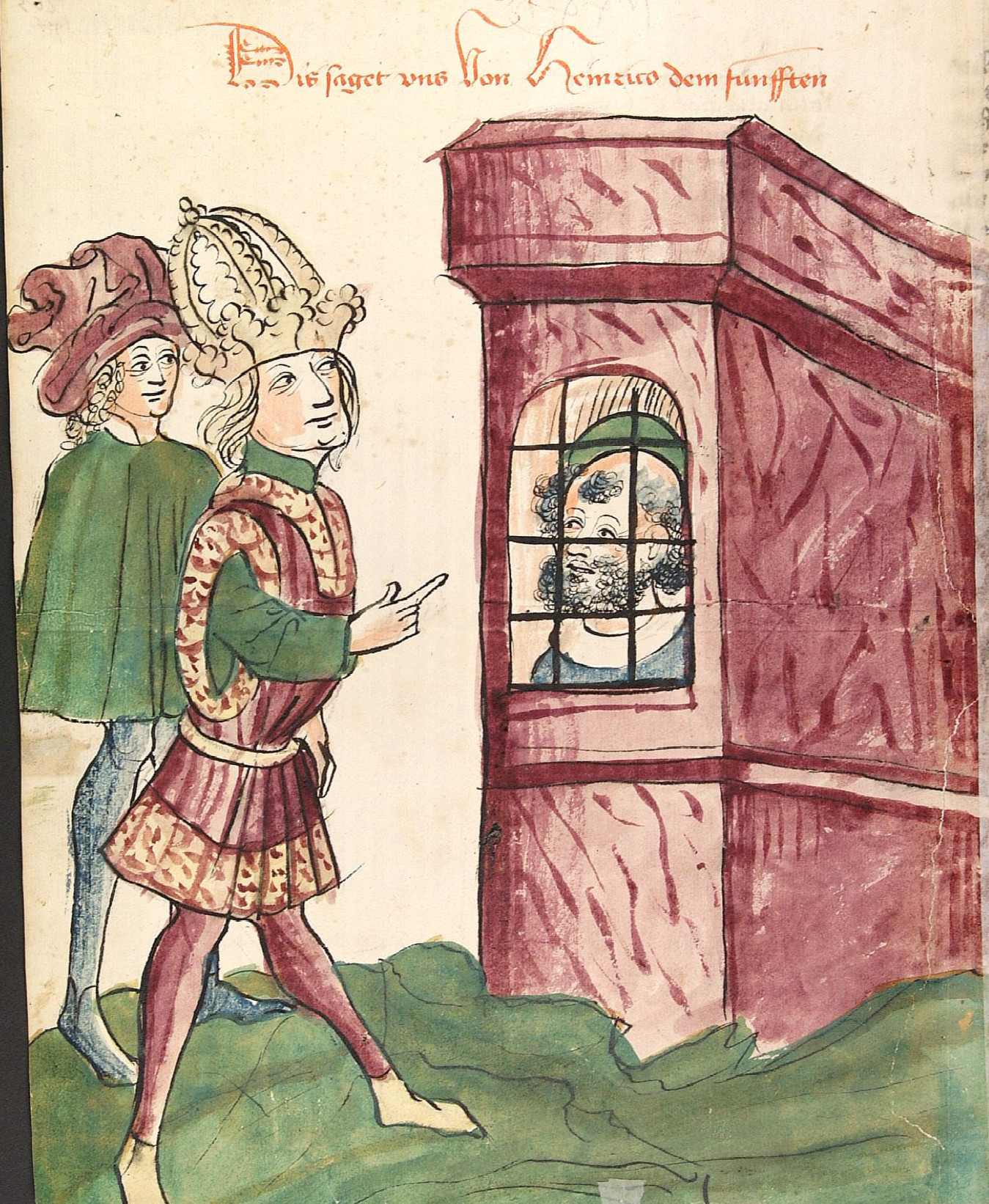
Henri V rend visite à son père emprisonné au donjon de Böckelheim (miniature de 1450).

- 7 avril (vendredi saint) : Henri Ier d’Angleterre, appelé par des Normands révoltés contre son frère Robert Courteheuse, débarque à Barfleur pendant la Semaine sainte et lance une expédition sur le Bessin[4]. Il met le siège devant Bayeux qui est incendié le 5 mai[5].
- 28 septembre : mort de Simon de Sicile. Son jeune frère Roger II (1095-1154) devient comte de Sicile sous la régence de sa mère Adélaïde de Montferrat (fin en 1112)[6].
- 18 novembre : intronisation de l’antipape Sylvestre IV, suscité contre le  pape Pascal II par le futur Henri V (fin de pontificat en 1111)[7].
- 31 décembre, Ingelheim : abdication d’Henri IV, déposé par son fils Henri V à la diète de Mayence. Début du règne de Henri V, (1081-1125), empereur romain germanique[8].

- Koloman de Hongrie s’empare de Zadar et publie une charte garantissant la ville les libertés dont elle jouissaient auparavant. Il attache la Dalmatie à la couronne[9].
- Premières références écrites de la présence d'un moulin à vent en Europe occidentale à Arles[10].